# Carolina Arbeláez
Carolina Arbeláez (Medellín, 8 maart 1995) is een voetbalspeelster uit Colombia.
Ze speelt voor Deportivo de La Coruña Women in de Spaanse Primera División Femenina.

## Statistieken
| Seizoen | Club                         | Land   | Competitie                | Wedstrijden | Doelpunten |
| ------- | ---------------------------- | ------ | ------------------------- | ----------- | ---------- |
| 2019/20 | Deportivo de La Coruña Women | Spanje | Primera División Femenina | 5           | 0          |
| 2020/21 | Deportivo de La Coruña Women | Spanje | Primera División Femenina | 9           | 0          |
| Totaal  | Totaal                       | Totaal | Totaal                    | 14          | --         |

Laatste update: juni 2021

## Interlands
Arbeláez speelde met het Colombiaans vrouwenelftal op de Olympische Zomerspelen van Rio de Janeiro in 2016.